# ロッド・ミレン

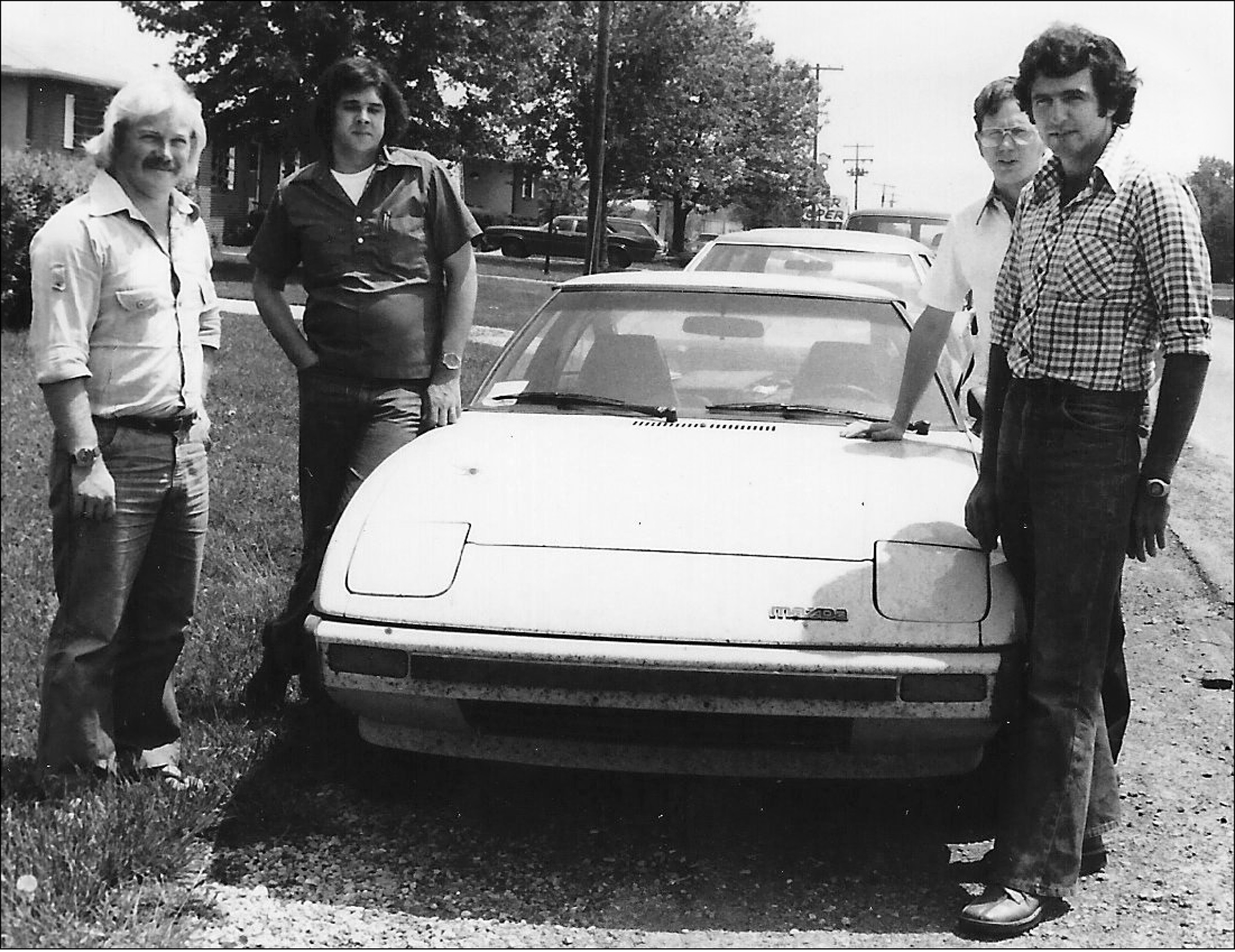
1978年アメリカにて、仲間たちとマツダ・RX-7を囲むミレン（右前）

ロドニー・K "ロッド"・ミレン（Rodney K. "Rod" Millen (1951年3月22日 - ）は、ニュージーランド出身のレーシングドライバー、レーシングカーデザイナー、コンストラクター創業者。ラリー、オフロードレース、ヒルクライム、スポーツカーレース、ツーリングカーレースなどジャンルを問わず幅広い活躍をした。

## 人物
元々は測量士で、最初はセーリングやサーフィン、ビーチバギーといったアウトドアスポーツを愛好していたが、そのうち自動車競技へと嗜好が変化していった。
兄もレーシングドライバーで、ル・マン24時間レースで日産車を駆りクラス優勝を果たしたことのあるスティーブ・ミレンである。またTRDのラリーカーをドライブしたライアン・ミレン、ヒョンデ車を中心にドライブしパイクスピーク・ヒルクライムで総合優勝を果たしたリース・ミレンといった息子たちもいる。
1980年に自前のチーム「ロッド・ミレン・モータースポーツ」を設立。後にレーシングカーや軍事用車両を手掛ける「ミレン・ワークス」に改名している。

## 経歴

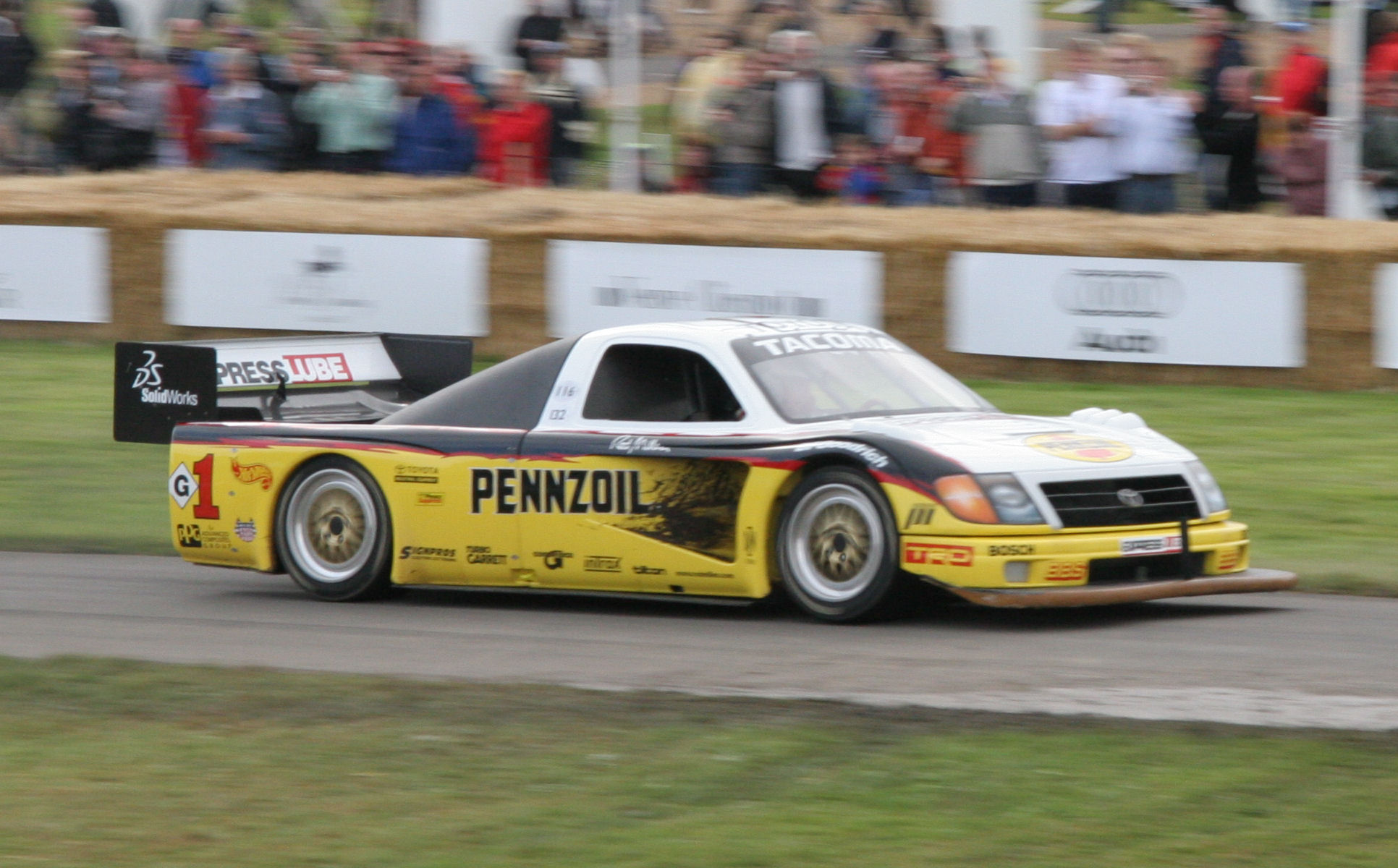
ミレンがグッドウッドで駆ったトヨタ・タコマ

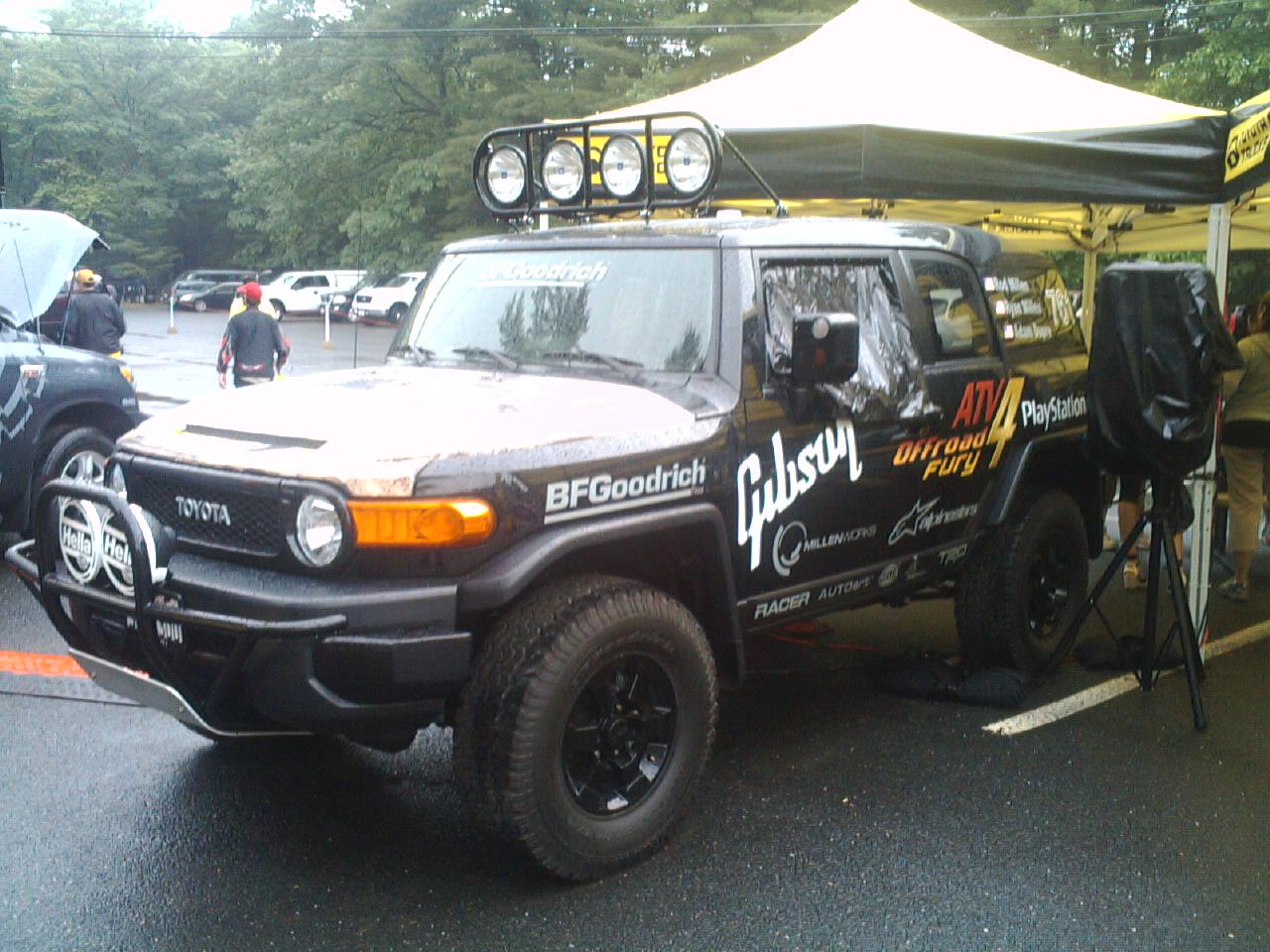
2006年バハ1000に参戦したミレン・ワークス製のトヨタ・FJクルーザー

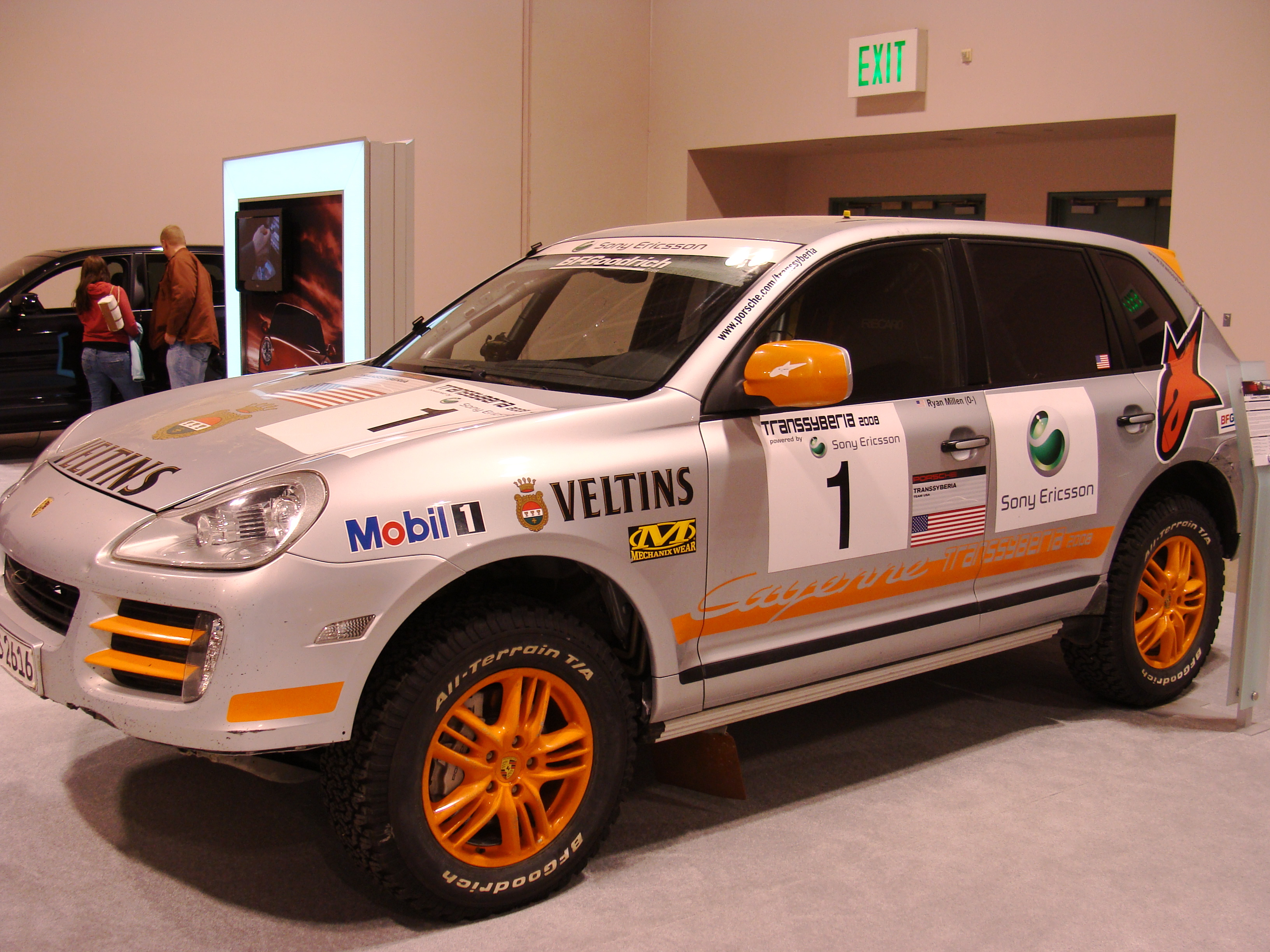
トランスシベリアラリーのポルシェ・カイエン

1975年に誕生したニュージーランドラリー選手権に参戦。初年度の1975 - 77年とマツダ・RX-3を駆り、史上初めて同選手権を3連覇したドライバーとなった。
1978年にアメリカ・カリフォルニア州へと移住し、より本格的なレース活動を開始。
1981年、マツダ・RX-7でSCCAプロ・ラリー（ラリー・アメリカの前身）でチャンピオンを獲得。1988、1989年も同車で連覇を果たしている。特に1989年はAPRC（アジアパシフィックラリー選手権）でもチャンピオンとなり、環太平洋最強のラリーストとして名を馳せた。スポーツカーレースでも、1989年デイトナ24時間レースにおいて、GTUクラスでRX-7を駆りクラス優勝を飾っているほか、パイクスピーク・ヒルクライムでもディヴィジョン3のチャンピオンを獲得するなど、1989年は彼のキャリアでも特別に大成功を収めた年となった。
WRC（世界ラリー選手権）にも1970年代からオセアニアイベントを中心にスポット参戦しており、やはり1989年にニュージーランド戦でマツダ・323 AWDターボで総合2位を獲得している。
1991年からはトヨタのオフロードレースプログラムに参加し、ミッキー・トンプソン・スタジアム・オフロード・レーシング・シリーズ（MTEG、スタジアム・スーパートラックの前身）の最高峰であるグランドナショナル・スーパートラックに参戦。メインイベントで12勝、予選で15 回トップタイムを記録し、12年のシリーズの歴史の中で3度王者（1992 - 1994年）となった唯一のドライバーとなった。
パイクスピークでは90年代にはアンリミテッドクラスでトヨタ・セリカやトヨタ・タコマを模したマシンを制作し、5度の総合優勝を獲得。短縮コースとなった1995年を除き、田嶋伸博の挑戦を退け続けた。また1994年に打ち立てたコースレコードは、2007年に田嶋が破るまで10年以上もの間保持された。
1996 - 1997年にはスーパーツーリング規定で争われる北米ツーリングカー選手権にトヨタ・カムリでスポット参戦し、最高2位の成績を得た。
2000年代以降はニュージーランドの国際的ヒルクライムであるレース・トゥ・ザ・スカイやラリーレイド、マツダ・RX-8を用いたフォーミュラ・ドリフト、バハ1000などに参戦した。2007年トランスシベリアラリーでポルシェ・カイエンをドライブし総合優勝を挙げた。
2010年代はEVを用いてパイクスピークにしばし参戦した。2013年にTMG（現TGR-E）が製造したEVレーサーをドライブしクラス4位に入った。
パイクスピーク100回記念となった2022年には、エキシビションクラスでタコマを再びパイクスピークでドライブし、71歳ながら1000馬力のマシンを御して総合8位でフィニッシュした。